# Melimoyu
Der Vulkan Melimoyu ist ein Schichtvulkan in der Región de Aysén in Chile. Die Gipfelregion besteht aus einer Caldera mit einem Durchmesser von ca. 1,5 km. Auf dem Vulkan hat sich eine Eiskappe mit mehreren Gletscherzungen gebildet. In den letzten Jahrhunderten haben sich keine Eruptionen ereignet, aber während des Holozän fanden zwei größere Eruptionen, die großräumig starke Ascheablagerungen verursachten, statt.

## Geographie und rezente Vergletscherung
Melimoyu ist ein abgelegener Vulkan, dessen Gipfelregion sich rund 36 km nordwestlich der des Dorfes Puyuhuapi in der Kommune Cisnes befindet. Es gibt vier Gipfel, die alle durch phreatomagmatische Explosionen entstanden sind. Diese Eigenschaft gibt dem Vulkan seinen Namen auf Mapudungun meli = „vier“, moyu = „Brüste“. Der Vulkan gehört zu den größeren Vulkanen der Region. Es können 16 Gletscher auf dem Vulkan festgestellt werden. 2017 konnte eine vergletscherte Oberfläche von 52,14 km² beobachtet werden. Im Zeitraum zwischen 1970 und 2017 wurde ein durchschnittlicher jährlicher Rückgang der Gletscheroberfläche von 0,61 km² bestimmt. Insgesamt ging die vergletscherte Fläche in diesem Zeitraum um 35,6 % zurück (80,97 km² 1970). An seiner südlichen Zunge erreicht das Eis des Bergs seine niedrigste Höhe mit 670 m (Stand 2017). Das Klima des Vulkanes ist durch starken ozeanischen Einfluss und Westwinden mit starken Niederschlägen gekennzeichnet. Die durchschnittlichen Niederschläge lagen im Jahresdurchschnitt bei 2.213 mm in der La Junta-Wetterstation.

## Geologie
Zusammen mit dem Chaitén, Michinmahuida, Corcovado, Yanteles, Cerro Macá, Cay und Hudson gehört der Melimoyu zu den Vulkanen, die während des Holozän in der Region ausgebrochen sind. Östlich des Vulkans können durch Ablagerungen zwei große Ausbrüche während des Holozän datiert werden. (2,8 and 1,7 14C ka)
Die Liquiñe-Ofqui-Störungszone bestimmt die Lage des Vulkans, wie auch vieler andere Vulkankomplexe der Region. Diese Verwerfung zwischen der Nazca- und der Südamerikanischen Platte hat bedeutenden Einfluss auf die Geomorphologie der Region. Postvulkanische Erscheinungen wie heiße Quellen sind in der Umgebung anzutreffen (z. B. Termas de Puyuhuapi). Der patagonische Eisschild hat während der Eiszeiten einen glazialen Formenschatz in der Gegend entstehen lassen (Fjorde, Seen, Trogtäler, Moränen).